# Albertonykus
Albertonykus ("dráp z Alberty") byl rod velmi malého, dravého nebo všežravého (teropodního) dinosaura z čeledi Alvarezsauridae. Žil v období svrchní křídy (geologický stupeň maastricht) na území dnešní Kanady (souvrství Horseshoe Canyon v Albertě).

## Popis
Z tohoto dinosaura známe několik jedinců, z nichž byly objeveny pozůstatky předních i zadních končetin. Albertonykus se pravděpodobně živil termity, jak napovídají jeho hrabavé přední končetiny (kterými nejspíš rozhrabával termitiště). Fosilie tohoto dinosaura byly objeveny již před dlouhou dobou, nikdy však nedaly dohromady kompletnějšího jedince, který by mohl být oficiálně popsán. Teprve v roce 2008 popsali tohoto malého teropoda paleontologové Nicholas Longrich a Philip J. Currie pod druhovým jménem A. borealis (druhové jméno znamená "severní").
Druh A. borealis pravděpodobně spadal do vývojově odvozeného (evolučně vyspělého) tribu Mononykini.

## Rozměry
Albertonykus dosahoval délky asi 0,9 až 1,1 metru a hmotnosti kolem 5 kilogramů.